# チャールズ・エリオット (環境デザイナー)

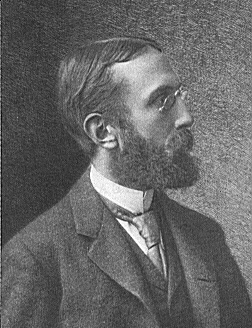

チャールズ・エリオット（Charles Eliot、1859年11月1日 - 1897年3月25日）は、アメリカ合衆国の造園家、都市計画家。フレデリック・ロー・オルムステッドの弟子として、ボストンの公園緑地系統整備を担った一人。　
ボストンに住む大変有名なランドスケープ・アーキテクトであった。
1890年代ボストンの人々はパークシステムの重要性に気づいていたが、市にはもうそのような土地は残されていないことも知っていた。そこでエリオットは湿地や急な傾斜地,岩だらけの土地,不衛生な土地といった,それまで誰も気にかけなかった土地,誰も使えると思っていなかった土地に着目し,それらを使ってパークシステムを作り上げることを思いつく。オルムステッドをはじめとする他の人達の協力を得てこれらの土地を改良し,美しいパークシステムは完成した。今日,同地のパークシステムは他の都市のパークシステムとどこも違わないように見えるが,それは誰も使いたがらなかった土地を改良して整備したものなのである。土地を改良し,再整備することで魅力的なランドスケープを構築できるという発想には学ぶべきところが多いといえる。

## その他
- ハーバード大学の学長であったチャールズ・W・エリオットとエレン・ダービー・ピーボディの息子。妻のマリーは義和団事件で中国で殺された宣教師en:Horace Tracy Pitkinの姉。
- 1893年のボストン広域圏の系統的緑地保全のための大都市圏公園緑地委員会計画の中心人物。
- 1897年、38歳で急逝。その死を悼んでハーバード大学に1900年、アメリカで最初のランドスケープアーキテクチェア学科が設立された。なお、都市計画学は、この学科の講義の1つとして1909年、ジェームス・プレーにより開始され、1929年に正式に都市計画学科としてヘンリー・ヴィンセント・ハバードにより確立される。
- 都市計画学は、カルフォルニア大学バークレー校でも、ランドスケープアーキテクチェア学科で開講されていて、都市計画を学ぼうとしていて受講したヒデオ・ササキはランドスケープ・アーキテクチェアに興味を覚えたという。